# 愛的魔法 (迷你專輯)
《愛的魔法》是香港女歌手樂瞳的第三張EP，於2013年8月29日發行，亦是在星煥國際有限公司推出的首張專輯，與對上一張專輯《乾物女皇》相距三年。星煥國際有限公司於2011年已經開始展開製作，可惜出碟期由2011年9月延遲至2013年8月才發行，而且星煥國際曾對外公佈會為樂瞳推出首張大碟，惟樂瞳工作較多，最終公司決定推出迷你專輯。新碟甫推出的銷量比預期中的好，差不多在各大唱片專賣店已火速售罄，而且在微博獲得多名圈中好友支持。

## 簡介
《愛的魔法》是樂瞳轉投新公司所推出的第一張專輯，專輯內共6首歌曲，其中第一主打《男生乙個》，成為第一首在「勁歌金榜」的冠軍歌，亦是樂瞳入行以來的第一支冠軍歌。《愛的魔法》以中板情歌為主，是樂瞳比較擅長和控制到的歌種，而其中兩支歌曲《小心愛情》和《只怪是我不好》於發行前已全線登錄Neway。

## 曲目
| 次序 | 歌名         | 作曲                          | 填詞   | 編曲          | 監製       |
| ---- | ------------ | ----------------------------- | ------ | ------------- | ---------- |
| 1.   | 男生乙個     | 龍世樑                        | 郭薾多 | 韋景雲 張家誠 | 韋景雲     |
| 2.   | 小心愛情     | 黃安弘                        | 郭薾多 | Johnny Yim    | Johnny Yim |
| 3.   | 雨愛         | 金大洲                        | 張美賢 | Johnny Yim    | Johnny Yim |
| 4.   | 愛的魔法     | Cheon Seong Il Choi Yong Seon | 李敏   | James Ting    | James Ting |
| 5.   | 只怪是我不好 | 謝                            | 張美賢 | Johnny Yim    | Johnny Yim |
| 6.   | 第五季       | 林立基                        | 周沂   | 黃安弘        | 韋景雲     |

## 各曲目簡介
1. 男生乙個
  - 是此專輯的第一首主打派台歌，由郭薾多親自撰筆，曾被網民創作為＂收兵＂歌曲。
  - 「你愛我，我愛他，他愛她…這都市裏每人也許都經歷過這故事吧…縱使，你怎樣陪在我身旁，我心裏也只有他…我知道他不愛我了，可是我還是不會戀上你……」取於樂瞳的新浪微博
  - 是樂瞳入行以來的第一首冠軍歌。
  - 音樂錄影帶的首部曲。
2. 小心愛情
  - 是此專輯的第二首主打派台歌，由郭薾多親自撰筆，於2012年12月31日第一次公開演唱，亦是此專輯第二首亮相的歌曲。
  - 原名為《小心愛》，後因與Twins的歌名相撞，改為《小心愛情》。
3. 雨愛
  - 改編至楊丞琳的《雨愛》，此歌曲是以粵語演唱。
4. 愛的魔法
  - 此專輯唯一的快歌，與三年前《乾物女皇》專輯中的主打歌《乾物女皇》風格相異，令樂迷耳目一新。
5. 只怪是我不好
  - 是此專輯的重點推介歌曲。
  - 音樂錄影帶的二部曲。
6. 第五季
  - 是《第二十二屆CASH流行曲創作大賽》的冠軍作品。

## 音樂錄影帶
| #  | 歌名         | 導演            | 首播日期      | 頻道                |
| -- | ------------ | --------------- | ------------- | ------------------- |
| 1. | 男生乙個     | 詹可達          | 2013年6月10日 | Youtube@Stars Shine |
| 2. | 小心愛情     | Jacky@Concept X | 2013年9月9日  | Youtube@Stars Shine |
| 3. | 只怪是我不好 | 詹可達          | 2013年9月9日  | Youtube@Stars Shine |

## 唱片銷量榜
| 唱片銷量榜   | 唱片銷量榜 | 唱片銷量榜         | 唱片銷量榜 | 唱片銷量榜   | 唱片銷量榜 | 唱片銷量榜             |
| ------------ | ---------- | ------------------ | ---------- | ------------ | ---------- | ---------------------- |
| 公開發售日期 | 唱片名稱   | 香港唱片商會銷量榜 | HMV        | CD Warehouse | HK Record  | 備註                   |
| 28/8/2013    | 愛的魔法   | 10                 | -          | -            | -          | SKY MUSIC天空銷量榜：5 |

（*）表示仍在榜上

粗體代表冠軍位置 以上排名以最高的名次顯示

## 派台歌曲四台成績
| 歌曲     | 903 | RTHK | 997 | TVB |
| -------- | --- | ---- | --- | --- |
| 男生乙個 | -   | -    | 3   | 1   |
| 小心愛情 | -   | -    | 3   | -   |

（*）表示仍在榜上

粗體代表冠軍位置

## 軼事
- 隨碟附送的海報出現字體上的人為錯誤，在下方的字句「星煥國際呈獻｜樂瞳2013全新專輯 愛的魔法 Love Magic」，其中瞳打成「曈」字。

## 備註
1. ↑   （页面存档备份，存于）樂瞳 – 愛的魔法 Sky Music
2. ↑   （页面存档备份，存于）樂瞳宣傳新歌爆簽星煥兩年
3. ↑   （页面存档备份，存于）樂瞳掛名歌手 唱碟推出無期